# Camponotus karawaiewi
Camponotus karawaiewi är en myrart som beskrevs av Menozzi 1926. Camponotus karawaiewi ingår i släktet hästmyror, och familjen myror. Inga underarter finns listade.